# Chai Nat
Chai Nat, (thai:  ชัยนาท) är en provins (changwat) i centrala Thailand. Provinsen hade år 2000 359 829 invånare på en areal av 2 469,7 km². Provinshuvudstaden är Chai Nat.

## Administrativ indelning
Provinsen är indelad 8 distrikt (amphoe). Distrikten är i sin tur indelade i 53 subdistrikt (tambon) och 474 byar (muban). 